# Alfa Romeo 166
L'Alfa Romeo 166 è un'autovettura berlina 3 volumi appartenente al segmento E, prodotta dal 1998 al 2007 in quasi 100.000 esemplari dalla casa automobilistica italiana Alfa Romeo. 
Identificata col codice prodotto 936, rimase a listino sino al primo trimestre del 2008 poiché gli ultimi stock di vetture furono esauriti nel corso dell'anno. In quasi nove anni di produzione ha subito un restyling principale presentato al salone dell'automobile di Ginevra nel marzo del 2003; è da considerarsi come l'ultima ammiraglia dell'Alfa Romeo, in quanto non è mai stata sostituita da nessun modello nella stessa fascia di mercato.

## Profilo e contesto
Sostituisce l'Alfa Romeo 164, ponendosi in diretta concorrenza con modelli quali l'Audi A6, la BMW Serie 5, la Jaguar S-Type, la Mercedes-Benz Classe E e la Saab 9-5.
Il design, opera del Centro Stile Alfa Romeo, è definito Low Style per il basso profilo della parte anteriore della carrozzeria. Tutta la vettura risulta caratterizzata da una linea a cuneo che converge fino ad arrivare alla coda, piuttosto massiccia. Queste scelte hanno permesso di ottenere una bassa resistenza aerodinamica che garantisce una maggiore sensazione di guida e minori consumi di carburante. Lo scudetto centrale cromato garantisce un tocco di eleganza e i gruppi ottici sottili garantiscono continuità alla piccola calandra sdoppiata.

### Telaio, sospensioni e impianto frenante
La base del pianale è in comune con quello della Lancia K; il reparto sospensioni è a ruote indipendenti sulle quattro ruote: anteriormente è di tipo a quadrilatero alto, mentre posteriormente adotta il Multilink.
L'impianto frenante è a 4 dischi, su tutte le versioni posteriormente nella misura 276 x 10 mm, mentre anteriormente, fatta eccezione per le versioni base (2.0 Twin Spark e 2.4 JTD) che dispongono della misura 281 x 26 mm, le restanti motorizzazioni montano dischi 310 x 28 mm con pinze fisse a 4 pistoncini di fabbricazione Brembo. L'impianto dispone di ABS a quattro sensori attivi e ripartitore di frenata EBD.

## Prima serie (1998-2003)

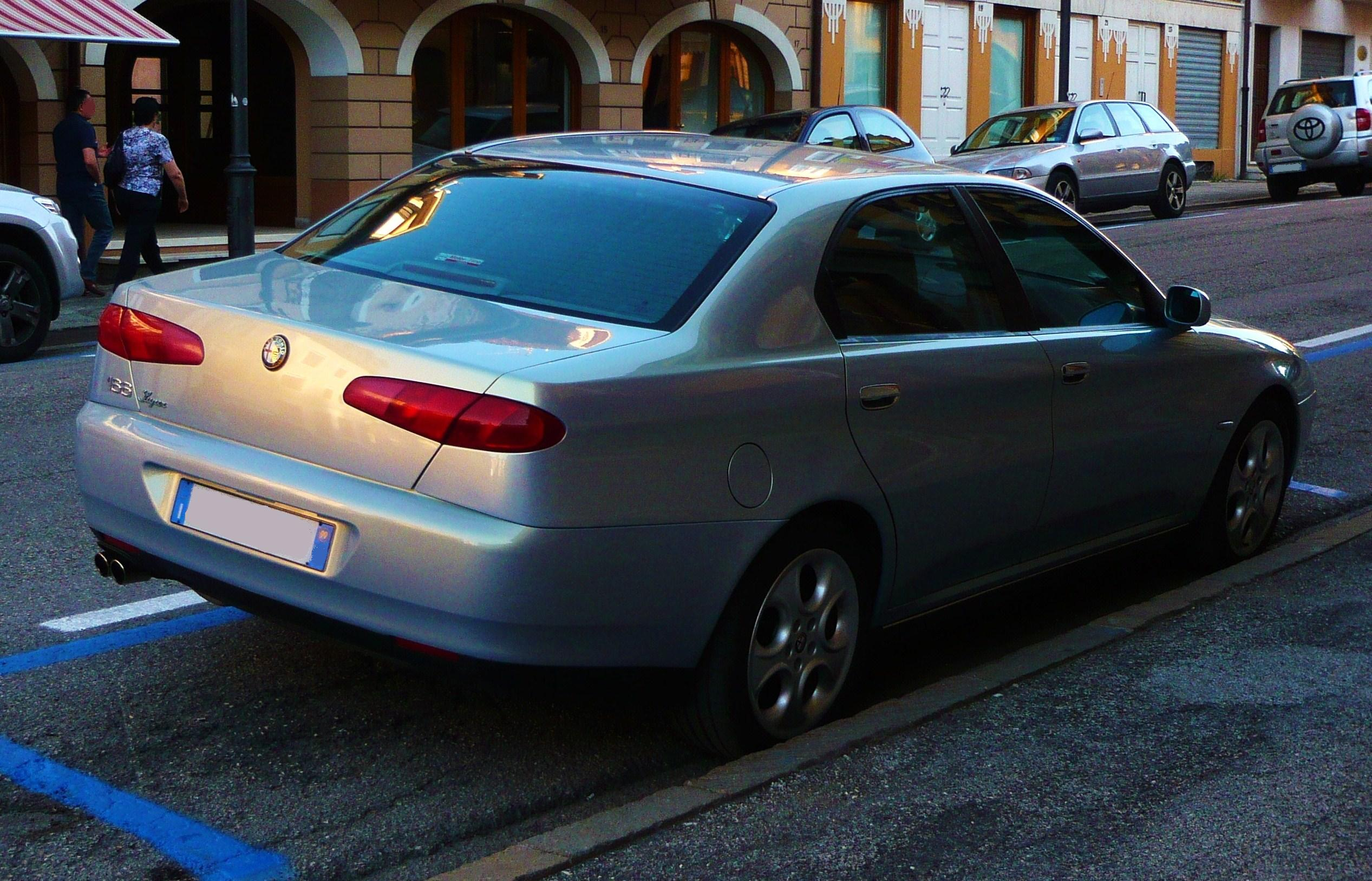
Un'Alfa Romeo 166.

La prima serie, presentata ed entrata in produzione sul finire del 1998, con una gamma di allestimenti basata su cinque livelli di rifiniture, era equipaggiata con motori da due a tre litri. Veniva assemblata nello stabilimento del gruppo sito a Rivalta di Torino sulle medesime linee produttive della Lancia K.

### Trasmissioni e motorizzazioni
Le motorizzazioni sfruttano una architettura a quattro, cinque e sei cilindri, da due a tre litri di cilindrata e potenza compresa tra i 136 e i 226 cavalli.
È la seconda Alfa Romeo (dopo la 156) a montare un turbodiesel common rail: il 2.4 JTD Euro 2 da 136 cavalli con distribuzione a due valvole per cilindro, adeguato nel 2001 alla normativa Euro 3 dapprima nella configurazione a 140 cavalli successivamente portati a 150 che rappresentano la massima evoluzione di tale frazionamento con la distribuzione a 10 valvole.

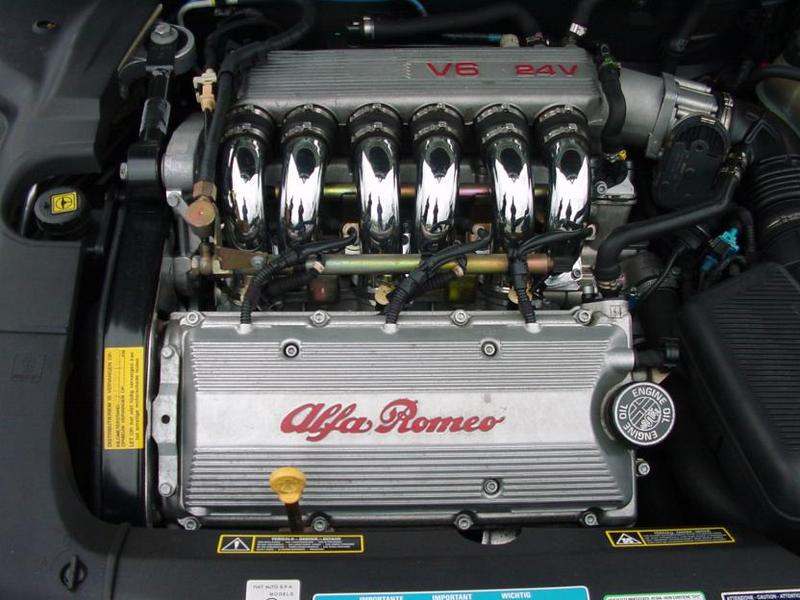
Il V6 Busso Alfa Romeo

L'offerta delle motorizzazioni si presenta con il benzina: 2.0 Twin Spark e i V6 Busso nelle varianti 2.0 Turbo (con dispositivo overboost) e gli aspirati 2.5 e 3.0.
Già al debutto erano previste due varianti con cambio automatico a quattro marce: la 2.5 V6 24V CAE e la 3.0 V6 24V CAE, entrambe con trasmissione Sportronic realizzata dalla ZF.
I cambi manuali sono a cinque rapporti per la 2.0 Twin Spark e la 2.5 V6, a sei rapporti per le motorizzazioni 2.0 V6 Turbo, 3.0 V6 e 2.4 JTD.
Tutte le versioni sono dotate di comando idraulico autoregistrante per la frizione.
Curiosamente era in vista la versione Quadrifoglio integrale che, come riportato anche dal mensile Quattroruote, avrebbe debuttato con il nuovo 2.5 V6 Biturbo, probabilmente con circa 270 CV. Tale propulsore venne presentato nel 1996 sulla concept Nuvola in versione da 300 CV.

### Dotazioni di serie e optional
Esterno
- Parabrezza sfumato e fascia antiriflesso
- Specchi retrovisori esterni elettrici riscaldati
- Fendinebbia
- Tetto apribile elettrico

Interno
- Climatizzatore automatico "a temperatura equivalente"
- Termometro temperatura esterna su display ICS
- Sedili anteriori elettrici riscaldati basculanti con memoria lato guida + regolazione lombare elettrica
- Alzacristalli elettrici
- Sensore pioggia per tergicristallo
- Parabrezza riscaldato
- Rivestimento pannelli porte e bracciolo in pelle
- Battitacco in alluminio

Telematica / Audio / Phone
- ICS (Integrated Control System)
- Navigatore satellitare integrato
- Impianto Hi-Fi con dieci altoparlanti
- Autoradio integrata
- Trip Computer
- Predisposizione telefono con vivavoce
- Caricatore da 6 cd nel bagagliaio

Sicurezza / Meccanica
- ABS + EBD
- ASR / TCS
- Airbag lato guida + lato passeggero
- Airbag laterale
- Cinture di sicurezza con pretensionatori pirotecnici anteriori
- Cambio automatico Sportronic
- Cruise control
- Sport Throttle Response
- Fire Prevention System
- Fari allo xeno
- Lavaproiettori ad alta pressione

## Restyling (2003-2007)

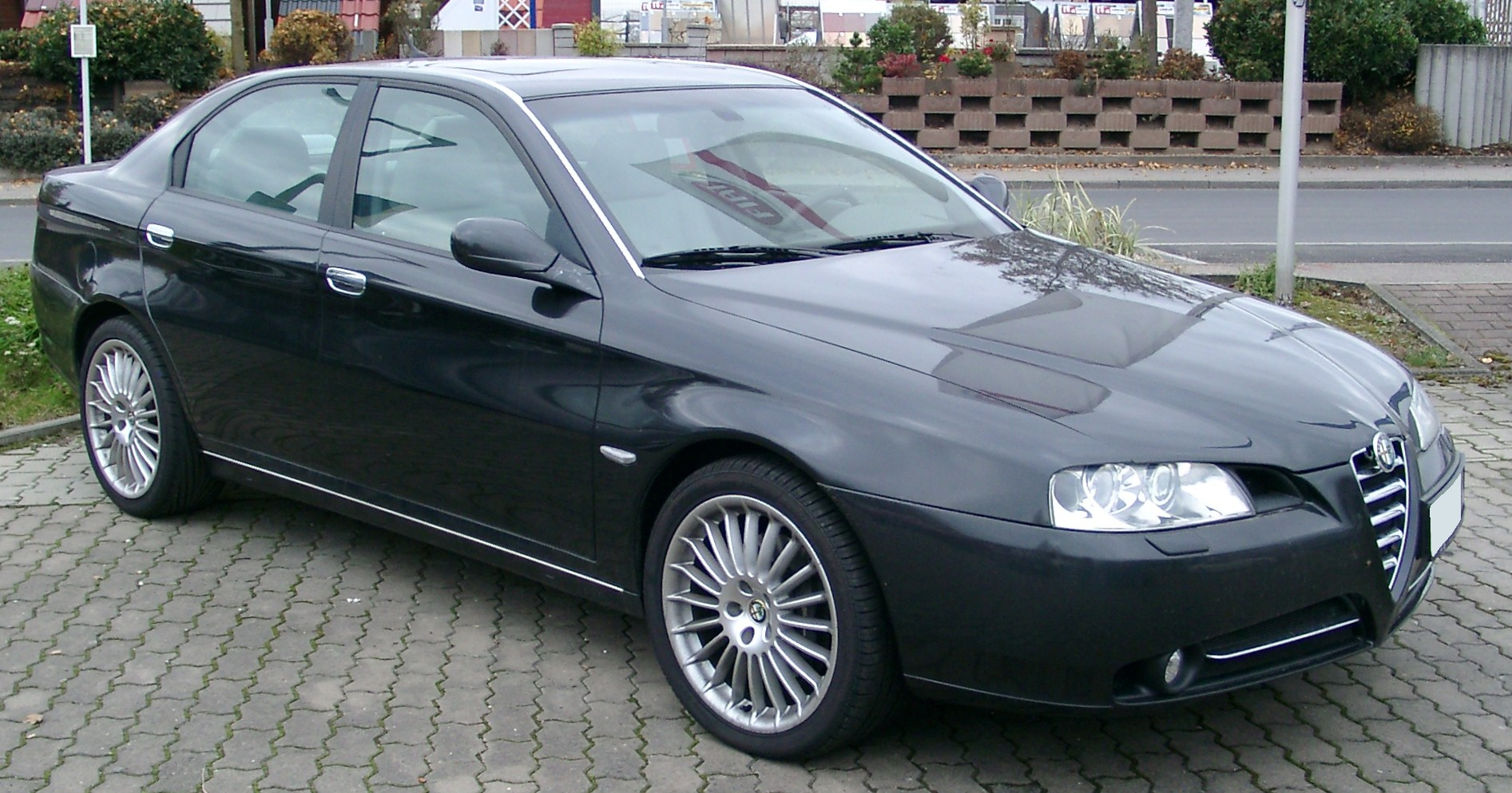
L'Alfa Romeo 166 ristilizzata

La nuova versione è presentata al Salone di Francoforte nel settembre del 2003, ed entra in commercio nel mese di novembre dello stesso anno. Il progetto viene aggiornato con una serie di innovazioni a livello stilistico, motoristico, di allestimenti e di dettagli.
La precedente gamma motori, che perde il 2.0 V6 Turbo, viene integrata dai nuovi propulsori benzina 3.2 V6 24V e diesel 2.4 JTD M-Jet 20V.
In prospettiva dell'entrata in vigore della normativa Euro 4, il 2.0 Twin Spark perde cinque cavalli già a partire dalla serie precedente (anno 2002).

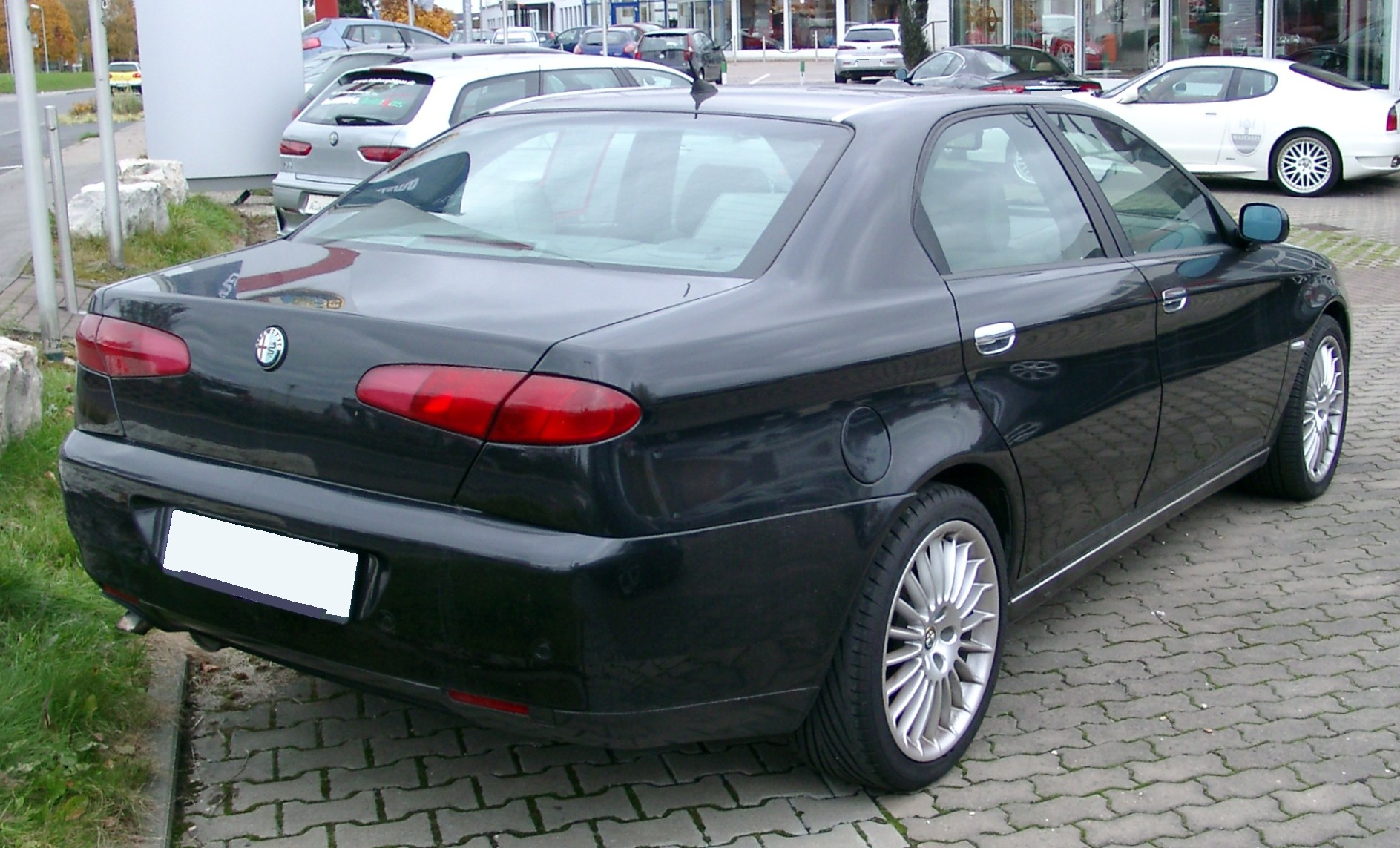
Vista posteriore dopo il restyling

### Design
Il frontale è completamente ridisegnato: dalla calandra triangolare, simbolo della casa, si sviluppano due nervature convergenti, che salendo si allargano, quasi ad abbracciare l'intera autovettura. La linea superiore della calandra prosegue idealmente verso le prese d'aria laterali e i nuovi fari che, ridisegnati con proiettori a vista, hanno un rendimento luminoso più che raddoppiato, grazie all'azione delle lampade Bi-Xeno.
La linea essenziale, pulita e priva di spigoli, trasmette la sensazione di una vettura dinamica e compatta, ancorata all'asfalto grazie alle carreggiate larghe (ant. 1.554 mm, post. 1.542 mm) e agli pneumatici posti a filo della carrozzeria.

### Comfort
I nuovi allestimenti, gli inediti cerchi in lega da 16, 17 e 18 pollici e la gamma dei colori completano il quadro estetico.
L'abitacolo appare accogliente e luminoso grazie all'utilizzo di colori (allestimenti con plancia tono su tono) e materiali migliorati. L'allestimento Luxury si arricchisce della bordatura in pelle pieno fiore sulla parte superiore della plancia e dei pannelli portiera.
Dalle razze del volante è possibile accedere ai comandi dell'impianto hi-fi. Sulla destra del display a colori da cinque pollici, che tra le altre ospita la funzione del navigatore satellitare, è presente la fessura verticale per la scheda del telefonino.

### Cambi e motori
Unitamente al nuovo modello debutta il motore diesel Common Rail 2.4 JTD M-Jet 20V, erogante 175 CV a 4.000 giri/min, con una coppia di 385 N•m a 2.000 giri/min. Il cinque cilindri in linea consente 225 km/h di velocità massima, un'accelerazione da 0 a 100 km/h in 8,2 secondi e la percorrenza del chilometro da fermo in 29 secondi. Il tutto con un consumo di 7,5 l per 100 km nel ciclo combinato e emissioni nocive di 198 g/km di CO2.
Ad esso inizialmente è abbinato il nuovo cambio automatico Sportronic autoadattivo che, riconoscendo lo stile di guida del pilota, varia conseguentemente i passaggi di marcia oppure, spostandolo in posizione Sport, può essere utilizzato come un cambio sequenziale. Quello manuale, anch'esso di nuova generazione, è a sei marce.
Altra novità è il 3.2 V6 24V, evoluzione del V6 Busso portato a 3.2 litri (l'ultimo sviluppato e prodotto ad Arese) che, grazie alla potenza di 240 CV a 6.200 giri/min e alla coppia motrice di 289 Nm sviluppata a 4.800 giri/min, permette all'autovettura di raggiungere i 245 km/h di velocità massima, di impiegare 7,4 secondi nello scatto da 0 a 100 km/h e di coprire il chilometro da fermo in 27,5 secondi.

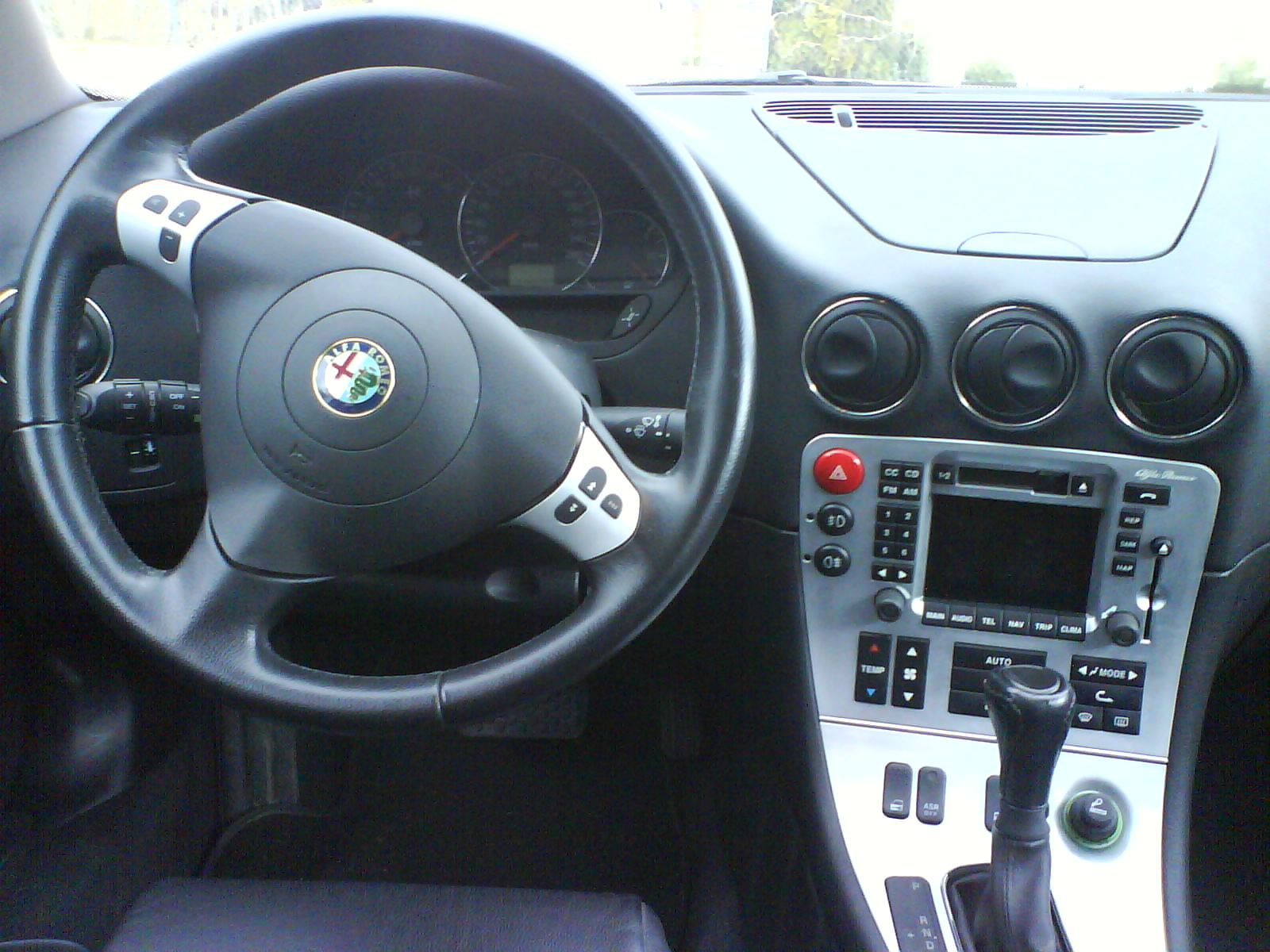
Plancia della 166 Sportronic

Alla data di presentazione completano la gamma dei motori il 3.0 V6 24V (anch'esso abbinato al cambio Sportronic), il 2.5 V6 24V e il 2.0 Twin Spark. Oltre al nuovo 2.4 JTD Multijet 20 valvole è ancora disponibile (alla data del lancio) il collaudato cinque cilindri 2.4 JTD 10 valvole.
Per via dell'incedere della normativa Euro 4 vengono progressivamente ritirate dal mercato le versioni benzina 2.5 V6 e 3.0 V6 Sportronic, diesel 2.4 JTD 10V e, più di recente, il 2.0 T.Spark.
A listino rimangono i modelli equipaggiati con i motori benzina 3.2 V6 24V da 240 CV e diesel 2.4 JTD M-JET 20V, nel frattempo portato a 185 CV.

### Qualità dinamiche
La nuova 166 è dotata di un impianto frenante idraulico a doppio circuito integrato, ABS con ripartitore di frenata tra ruote anteriori e posteriori (EBD), controllo di stabilità della vettura (VDC) e della trazione (ASR).
Secondo le prime recensioni, le sospensioni (anteriormente a quadrilatero alto, posteriormente a bracci multipli) e l'elevata rigidità torsionale della scocca donano alla vettura grandi qualità dinamiche e una notevole tenuta di strada, senza pregiudicare troppo il comfort di marcia. Rispetto alla precedente versione gli ingegneri affinano la geometria delle sospensioni per ridurre rollio e beccheggio. Conseguentemente, anche lo sterzo risulta più pronto e diretto.

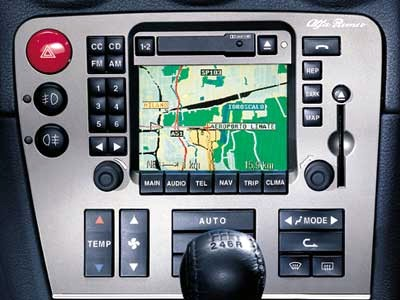
L'Integrated Control System

### Sicurezza
La rigidità torsionale della scocca contribuisce a garantire la sicurezza attiva.
Per la sicurezza passiva sono presenti il sistema antincendio FPS (Fire Prevention System), che interrompe l'erogazione di carburante in caso d'urto, il doppio airbag frontale, gli airbag laterali anteriori e i nuovi headbag. Questi ultimi, insieme alle barre antintrusione delle porte e ai rivestimenti interni ad assorbimento di energia, concorrono alla protezione dagli urti laterali e proteggono la testa degli occupanti dei sedili anteriori.

### Dotazioni di serie e optional
Esterno
- Parabrezza sfumato e fascia antiriflesso
- Specchi retrovisori esterni elettrici riscaldati
- Fendinebbia
- Sensori parcheggio posteriori
- Tetto apribile elettrico (in vetro)

Interno
- Climatizzatore automatico (a temperatura equivalente)
- Comandi radio al volante
- Sedili anteriori elettrici riscaldati basculanti con memoria lato guida + regolazione lombare elettrica
- Plancia superiore e pannelli porte in pelle Pieno Fiore
- Dispositivo orientamento proiettori elettrico
- Alzacristalli elettrici (anteriori automatici)
- Sensore pioggia per tergicristallo
- Specchio interno notte/giorno automatico
- Parabrezza riscaldato zona tergicristalli
- Battitacco in alluminio

Telematica / Audio / Phone
- ICS (Integrated Control System) con video a colori da cinque pollici
- Autoradio Hi-Fi integrata con 10 altoparlanti
- Trip Computer
- Navigatore satellitare integrato
- Telefono integrato (GSM) con vivavoce
- Alfa Voice
- CD Changer a 6 posizioni

Sicurezza / Meccanica
- ABS + EBD
- VDC (con Brake Assistance)
- ASR
- Air bag lato guida + lato passeggero
- Air bag laterale
- Head bag (anteriori)
- Cinture di sicurezza con pretensionatori pirotecnici anteriori
- Cambio a 6 marce
- Cambio automatico elettronico autoadattivo Sportronic
- Cruise control
- Sport Throttle Response
- Fire Prevention System
- Alfa Code Immobilizer
- Fari Bi-Xeno
- Lavaproiettori (a scomparsa) ad alta pressione

## Riepilogo versioni
I dati prestazionali sono dichiarati dall'Alfa Romeo in prove effettuare con serbatoio colmato a circa 1/3 con carburante standard, 2 persone + 20 kg di equipaggiamento.
| Modello                      | Produzione     | Motore e carburante | Cilindrata (cm³) | Potenza kW (CV)/rpm        | Coppia N•m/rpm | Velocità max (km/h) | 0–100 km/h (secondi) | 0–1000 m (secondi) | Consumi ciclo combinato (l/100 km) | Emissioni CO2 (g/km) |
| ---------------------------- | -------------- | ------------------- | ---------------- | -------------------------- | -------------- | ------------------- | -------------------- | ------------------ | ---------------------------------- | -------------------- |
| 2.0 Twin Spark               | 1998-2002      | 4L benzina          | 1.970            | 114 (155)/6400             | 187/2800       | 213                 | 9,3                  | 30,6               | 9,7                                |                      |
| 2.0 Twin Spark               | 2002-2005      | 4L benzina          | 1.970            | 110 (150)/6300             | 181/3800       | 211                 | 9,4                  | 30,8               | 9,7                                | 230                  |
| 2.4 JTD                      | 1998-2002      | 5L turbo diesel     | 2.387            | 100 (136)/4000             | 304/2000       | 205                 | 9,9                  | 31,7               | 7,3/6.9*                           |                      |
| 2.4 JTD 10V                  | 2003-2005      | 5L turbo diesel     | 2.387            | 110 (150)/4000             | 305/1800       | 210                 | 9,9                  | 31,2               | 7,2                                | 192                  |
| 2.4 JTD M-JET 20V Sportronic | 2003-2006      | 5L turbo diesel     | 2.387            | 129 (175)/4000             | 330/1750       | 218                 | 8,9                  | 30,0               | 8,9                                | 235                  |
| 2.4 JTD M-JET 20V            | 2003-2007      | 5L turbo diesel     | 2.387            | 136 (185)/4000             | 385/2000       | 228                 | 8,0                  | 29,0               | 7,5                                | 198                  |
| 2.5 V6 24V                   | 1998-2002      | V6 benzina          | 2.492            | 140 (190)/6200             | 222/5000       | 225                 | 8,4                  | 28,6               | 11,4                               |                      |
| 2.5 V6 24V Sportronic        | 1998-2002-2005 | V6 benzina          | 2.492            | 140 (190)/6200             | 222/5000       | 220                 | 9,5                  | 30,0               | 12,2                               |                      |
| 2.5 V6 24V                   | 2002-2003-2005 | V6 benzina          | 2.492            | 138 (188)/6300             | 221/5000       | 225                 | 8,4                  | 28,6               | 11,9                               | 284                  |
| 2.0 V6 TB                    | 1998-2002      | V6 turbo benzina    | 1.996            | 151 (205 + overboost)/6000 | 285/2500       | 237                 | 8,0                  | 27,9               | 11,7                               | 260                  |
| 3.0 V6 24V Sportronic        | 1998-2003      | V6 benzina          | 2.959            | 166 (226)/6300             | 275/5000       | 237                 | 8,5                  | 28,5               | 13,0                               |                      |
| 3.0 V6 24V                   | 1998-2003      | V6 benzina          | 2.959            | 166 (226)/6200             | 275/5000       | 243                 | 7,8                  | 27,9               | 12,5                               |                      |
| 3.0 V6 24V Sportronic        | 2003-2005      | V6 benzina          | 2.959            | 162 (220)/6300             | 265/5000       | 236                 | 8,6                  | 28,5               | 13,0                               | 310                  |
| 3.2 V6 24V                   | 2003-2007      | V6 benzina          | 3.179            | 176,5 (240)/6200           | 289/4800       | 245                 | 7,4                  | 27,5               | 12,5                               | 297                  |

(*) Optional riduzione finale maggiorata. Fonte: cataloghi ufficiali Alfa Romeo.

## Fine produzione

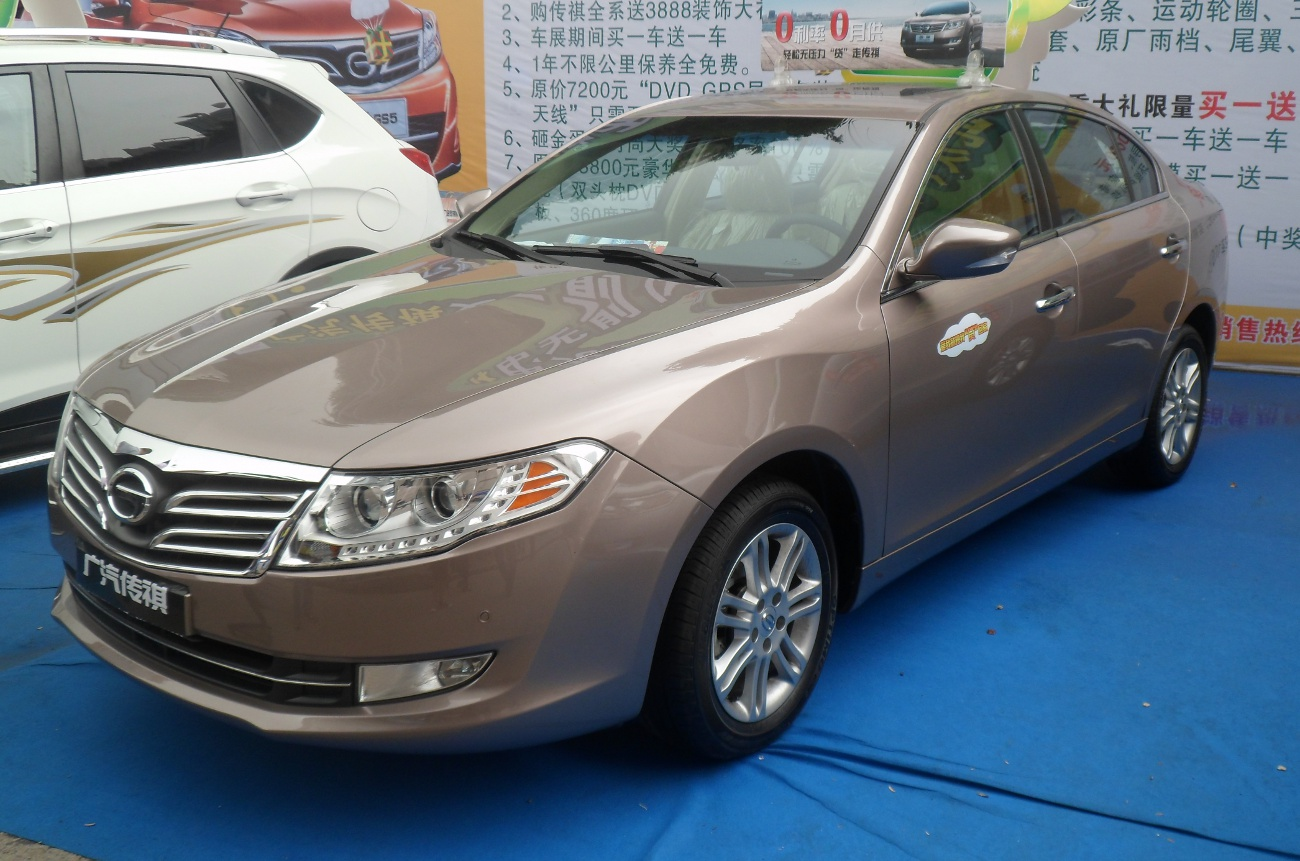
La GAC Trumpchi GA5 su base Alfa Romeo 166

Dismessa progressivamente la produzione, le ultime scorte del modello vengono commercializzate sino al primo semestre del 2008, quando la vettura esce di listino. La 166 si può di fatto considerare come l'ultima delle ammiraglie Alfa Romeo, in quanto non è mai stata sostituita da nessun modello di uguale categoria. La licenza di produzione del telaio di base e di alcuni motori benzina quattro cilindri sono stati ceduti alla cinese Guangzhou Auto Corporation che produce alcune berline e crossover utilizzanti componenti della 166.
In particolare dalla 166 derivò la berlina Trumpchi GA5, che impiegava sia la piattaforma che il propulsore Twin Spark 2.0 dalla potenza di 150 CV con 183 Nm di coppia gestito da un cambio automatico a cinque rapporti. Utilizzava sospensioni con schema a quadrilatero alto nella sezione anteriore, mentre al posteriore era impiegato il sistema Multilink. Inizialmente, l'azienda cinese aveva fatto richiesta per la riproduzione anche del design della vettura italiana, ma a causa della risposta negativa del gruppo Fiat, la carrozzeria venne rielaborata con un disegno originale.